# Schermen op de Paralympische Zomerspelen 2008
Op de XIIIe Paralympische Spelen die in 2008 werden gehouden in het Chinese Peking was schermen een van de 20 sporten die werd beoefend.
Voor Nederland en België waren er geen schermers op deze spelen bij het schermen actief

## Evenementen
Bij de Paralympische Zomerspelen 2008 staan tien evenementen op het programma:
- Degen, mannen, categorie A en categorie B
- Degen, vrouwen, categorie A en categorie B
- Floret, mannen, categorie A en categorie B
- Floret, vrouwen, categorie A en categorie B
- Sabel, mannen, categorie A en categorie B

## Mannen

### Floret
| Klasse | land | Goud          | land | Zilver              | land | Brons             |
| ------ | ---- | ------------- | ---- | ------------------- | ---- | ----------------- |
| A      | CHN  | Jianquan Tian | CHN  | Lei Zhang           | POL  | Radoslaw Stanczuk |
| B      | CHN  | Daoliang Hu   | BLR  | Mikalai Bezyazychny | UKR  | Serhiy Shenkevych |

### Degen
| Klasse | land | Goud        | land | Zilver           | land | Brons          |
| ------ | ---- | ----------- | ---- | ---------------- | ---- | -------------- |
| A      | CHN  | Ruyi Ye     | CHN  | Lei Zhang        | POL  | Dariusz Pender |
| B      | CHN  | Daoliang Hu | FRA  | Laurent Francois | HUN  | Pal Szekeres   |

### Sabel
| Klasse | land | Goud             | land | Zilver         | land | Brons              |
| ------ | ---- | ---------------- | ---- | -------------- | ---- | ------------------ |
| A      | CHN  | Ruyi Ye          | CHN  | Jianquan Tian  | ITA  | Alberto Pellegrini |
| B      | FRA  | Laurent Francois | HKG  | Charn Hung Hui | UKR  | Serhiy Shenkevych  |

## Vrouwen

### Floret
| Klasse | land | Goud           | land | Zilver      | land | Brons         |
| ------ | ---- | -------------- | ---- | ----------- | ---- | ------------- |
| A      | CHN  | Chuncui Zhang  | HKG  | Chui Yee Yu | HKG  | Pui Shan Fan  |
| B      | HKG  | Yui Chong Chan | CHN  | Fang Yao    | THA  | Saysunee Jana |

### Degen
| Klasse | land | Goud           | land | Zilver        | land | Brons        |
| ------ | ---- | -------------- | ---- | ------------- | ---- | ------------ |
| A      | HKG  | Chui Yee Yu    | CHN  | Chuncui Zhang | HKG  | Pui Shan Fan |
| B      | HKG  | Yui Chong Chan | CHN  | Fang Yao      | CHN  | Hua Ye       |